# Sukkwan Island
Sukkwan Island est un roman de l'auteur américain David Vann, publié en 2009 aux États-Unis, au sein d'un recueil de nouvelles intitulé Legend of a Suicide. Le roman est dédié au père de l'auteur, James Edwin Vann (1940-1980), qui mit fin à ses jours.
La traduction française est publiée en 2010 dans la collection Nature writing des éditions Gallmeister. Il est récompensé le 3 novembre 2010 par le prix Médicis étranger.

## Résumé
Un homme décide d'emmener son fils de treize ans pour un an sur une île déserte et peu accessible au Sud de l'Alaska dans les environs de Ketchikan. La vie y est rude. Progressivement, la situation se dégrade jusqu'au drame.

## Réception critique
De nombreux critiques ont salué ce premier roman des deux côtés de l'Atlantique :
- The New York Times : « Admirable. »
- La Croix : « Un récit d’aventures mêlé d'inextricables sentiments. Haletant et tragique. »[2].
- Chronic'art : « Une jolie prouesse narrative. »[3]
- Télérama : « Sukkwan Island, d'une noirceur maléfique, porte le trouble à l'incandescence. Magnifique. »[4]

## Livre audio en français
- David Vann (trad. Laura Derajinski), Sukkwan Island, Paris, Audiolib, 7 juillet 2010 (ISBN 978-2-35641-238-6, BNF 42228271, présentation en ligne)Texte intégral ; narrateur : Thierry Janssen ; support : 1 disque compact audio MP3 ; durée : 5 h 30 min environ[5].

## Adaptation
Le roman est adapté en bande dessinée par Ugo Bienvenu en 2014, publiée par Denoël Graphic et nommée en sélection officielle du festival d'Angoulême 2015.